# Anders Kulläng
Anders Kulläng, född 23 september 1943 i Karlstad, död 28 februari 2012 i Huay Yang, Thailand, var en svensk rallyförare.

## Karriär
Kulläng körde sin första rallytävling 1962. I början av sin karriär körde han Volvo och Mini Cooper men bytte senare till Opel. Han debuterade i rally-VM 1973. Sina största framgångar hade han under säsongen 1980 då han vann Svenska rallyt tillsammans med kartläsaren Bruno Berglund i en Opel Ascona och slutade femma i VM.
Efter den aktiva karriären drev han sin egen rallyskola, Kulläng Driving School.